# Only You-翔べない翼-
『Only You-翔べない翼-』（オンリー ユー -とべないつばさ- ）は、末次由紀による日本の漫画作品。
単行本全8巻が講談社から発売されたが、2005年10月に絶版となった。

## 概要
『別冊フレンド』（講談社）1997年6月号から2000年1月号に連載。手術によって視力を取り戻した高校生の少女と、自らの超能力で見える他人の心に失望し、心を閉ざしている少年との運命的な恋愛を描いた作品。
作者の代表作の一つだったが、2005年10月、講談社により、単行本は絶版・回収となった。

## あらすじ
幼い頃に失った視力を手術で取り戻した高校生の少女・こころは、高校の先輩で、人の心を読むなどの超能力を持つ真と出会う。純粋な心を持つこころと、他人の心に失望していた真。2人は互いに惹かれあい恋に落ちるが、一緒に過ごすうちに真の持つ能力がこころに伝染する。こころに自分と同じ苦しみを味わわせたくない真は、こころの前から姿を消す。2年後、真への想いを断ち切れないこころの前に、再び真が現われる。真の超能力を理解し、研究する叔父・健二と、その娘で真を慕う超能力者の少女・サラとともに。真の能力の理解者である2人を前に、自分の居場所がないと感じたこころは真と別れようとするが、離れがたい想いを捨てきれない2人は互いの気持ちを確かめ合い、大学生になってついに一緒に暮らしはじめる。しかしそれは、真が最も恐れていた超能力にまつわる宿命を、こころにも背負わせることになっていく。

## 主な登場人物
南井 こころ（みない こころ）
主人公の高校1年生。3歳の頃、交通事故で視力を失うが、2年前に手術で取り戻す。そのため、同級生より2年年上。前向きな性格で、真の能力や彼の感じる孤独を理解し、受け入れていくうち、彼に惹かれていく。真と過ごすうちに超能力が伝染し、人の心が読めるようになる。
国見 真（くにみ しん）
こころの先輩の高校2年生。人の心を読むなどの超能力を持つ。人の心に失望し、普通でない自らの能力を忌み嫌う。人との関わりを避けていたが、自分の能力を認めてくれるこころと出会い、心を開く。
国見 健二（くにみ けんじ）
真の叔父。超能力の研究者で大学で教鞭を取る。真の理解者で、彼の超能力の可能性を伸ばそうとする。
国見 サラ（くにみ さら）
健二の娘。超能力者。同じ境遇にある真に共感し、思いを寄せており、こころの存在に反発する。

## 書誌情報
- 末次由紀 『Only You-翔べない翼-』 講談社〈講談社コミックスフレンドB〉、全8巻
  1. 1997年9月12日発売、ISBN 4-06-303077-6
  2. 1998年2月13日発売、ISBN 4-06-303098-9
  3. 1998年6月12日発売、ISBN 4-06-303110-1
  4. 1998年11月13日発売、ISBN 4-06-303133-0
  5. 1999年4月13日発売、ISBN 4-06-303150-0
  6. 1999年7月13日発売、ISBN 4-06-303160-8
  7. 1999年11月12日発売、ISBN 4-06-303172-1
  8. 2000年1月13日発売、ISBN 4-06-303180-2